# The Nameless (chanson)
Pour les articles homonymes, voir The Nameless.
Singles de Slipknot
Before I Forget
(2005) The Blister Exists (en)
(2007)
The Nameless est une chanson du groupe de heavy metal Slipknot. Il s'agit du seul single extrait de leur premier album live, 9.0: Live, et d'une chanson présente dans leur troisième album studio Vol. 3: (The Subliminal Verses). Un clip vidéo du titre est mis en ligne fin 2005, et classé numéro 2 de la liste Rock Top 10 de la chaîne MTV.

## Structure musicale
The Nameless dure 4 minutes et 28 secondes. La chanson débute avec un riff haut, accompagné d'échantillons sonores et du chant de Corey Taylor suivant un hurlement. La chanson est en si mineur, comme pour la plupart des chansons de Slipknot.

## Clip vidéo
Le clip vidéo de The Nameless est réalisé par le cofondateur du groupe et membre Shawn Crahan, également réalisateur d'autres vidéos de Slipknot,. La vidéo est présente dans l'album Voliminal: Inside the Nine, le troisième album vidéo du groupe certifié disque de platine aux États-Unis. Le clip vidéo montre Slipknot sur scène lors de la seconde date de leur tournée The Subliminal Verses World Tour. La vidéo présente quelques vidéos et photos de leurs fans durant le concert.
Avant la sortie de 9.0: Live, un extrait de l'enregistrement en live de The Nameless est mis en ligne sur le site officiel du label du groupe. Un clip vidéo du titre est également réalisé pour faire la promotion de l'album.

## Accueil
Dan Silver de NME, Robert Cherry du magazine Rolling Stone, et Chris Heath de Yahoo!, accueillent positivement The Nameless,,.

## Apparitions
The Nameless est présente dans l'album Promo only: Modern Rock Radio sorti en 2005. L'album inclut de nombreux groupes dont System of a Down, OK Go, Fall Out Boy, entre autres. Elle est également huitième des Radioactive: Mainstream & Rock en décembre 2005. La chanson apparaît également sur The Scorched Earth Orchestra Performs Slipknot, un album produit par Noah Agruss et sorti le 12 août 2008.

## Liste des titres
| 1. | The Nameless (Edit) | Slipknot | 3:44 |
| 2. | The Nameless        | Slipknot | 4:01 |

| 1. | Prosthetics (Live)                  | Slipknot | 5:17 |
| 2. | The Nameless                        | Slipknot | 4:28 |
| 3. | Before I Forget (Molt-Injected Mix) | Slipknot | 4:40 |

| 1. | The Nameless (Live) | Slipknot | 3:44 |
| 2. | The Nameless        | Slipknot | 4:28 |

## Classements
| Classement (2009)          | Meilleure position |
| -------------------------- | ------------------ |
| Hot Mainstream Rock Tracks | 25                 |